# Николо-Топор
Николо-Топор — упраздненное в 1996 году село в Мышкинском районе Ярославской области России.
На год упразднения входило в Мартыновский сельсовет, ныне, в рамках административно-территориального устройства территория Мартыновского сельского округа.

## География
Село находилось в юго-западной части области, в зоне хвойно-широколиственных лесов, на левом берегу реки Топорка, на расстоянии примерно 42 километров (по прямой) к юго-западу от города Мышкина, административного центра района. 

### Климат
Климат характеризуется как умеренно континентальный, с относительно тёплым влажным летом и умеренно холодной зимой. Среднегодовая температура воздуха — +3,6 °C. Средняя температура воздуха самого холодного месяца (января) — −12 °C (абсолютный минимум — −46 °C); самого тёплого месяца (июля) — +17,9 °C (абсолютный максимум — +36 °C). Вегетационный период длится около 165—170 дней. Годовое количество атмосферных осадков составляет 500—600 мм, из которых большая часть выпадает в тёплый период. Снежный покров держится в среднем 155 дней. Среднегодовая скорость ветра — 3,6 м/с.